# Sparna colombiana
Sparna colombiana är en skalbaggsart som beskrevs av Gilmour 1950. Sparna colombiana ingår i släktet Sparna och familjen långhorningar. Inga underarter finns listade i Catalogue of Life.